# Volkan Oezdemir
Volkan Özdemir (Fribourg, 19 de septiembre de 1989) es un artista marcial mixto suizo que actualmente compite en la categoría de peso semipesado en Ultimate Fighting Championship. Desde el 27 de agosto de 2024, Oezdemir está en la posición #6 del ranking de peso semipesado de UFC.

## Primeros años
Nacido en Suiza de madre suiza y padre kurdo, Oezdemir hizo amistad con Alistair Overeem en una visita a los Países Bajos mientras se entrenaba en el gimnasio Golden Glory. Oezdemir compitió más adelante en kickboxing aficionado y profesional, tan bien como jiu-jitsu brasileño, antes del cambio a las artes marciales mixtas.

## Carrera de artes marciales mixtas

### Inicios
Oezdemir hizo su debut profesional en las MMA en 2010, y compiló un récord de 9-0 antes de ser firmado por Bellator.

### Bellator MMA
Oezdemir hizo su debut en Bellator 105 el 25 de octubre de 2013, contra Josh Lanier. Ganó a través de TKO en la primera ronda.
Oezdemir bajó a la división de peso semipesado para enfrentar a Kelly Anundson en Bellator 115 el 4 de abril de 2014. Perdió a través de sumisión en la segunda ronda.

### Ultimate Fighting Championship

#### 2017
Oezdemir fue firmado por la UFC en 2017, e hizo su debut como reemplazo de corto plazo por lesión para enfrentar a Ovince St. Preux el 4 de febrero de 2017 en UFC Fight Night 104. Oezdemir derrotó a St. Preux por decisión dividida.
En su segunda pelea por la promoción, Oezdemir enfrentó a Misha Cirkunov el 28 de mayo de 2017, en UFC Fight Night 109. Ganó la pelea por nocaut a los 28 segundos de la primera ronda.
Oezdemir enfrentó al tercer clasificado de los pesos semipesados Jimi Manuwa el 29 de julio de 2017, en UFC 214. Ganó la pelea por KO en el primer asalto. Esta victoria lo hizo merecedor de su primer premio de Actuación de la Noche.

#### 2018
Oezdemir enfrentó a Daniel Cormier el 20 de enero de 2018, en UFC 220 por el Campeonato de peso semipesado. Perdió la pelea por TKO en la segunda ronda.
Oezdemir enfrentó a Anthony Smith el 27 de octubre de 2018, en UFC Fight Night 138. Perdió la pelea por sumisión en la tercera ronda.

#### 2019
Oezdemir enfrentó a Dominick Reyes el 16 de marzo de 2019 en UFC on ESPN+ 5. Perdió la pelea por una controvertida decisión dividida.
Oezdemir estaba programado para enfrentar a Ilir Latifi el 1 de junio de 2019, en UFC Fight Night 153. El 30 de mayo de 2019, se reportó que Latifi fue obligado a retirarse del evento por una lesión de espalda y la pelea fue pospuesta.  El par fue reprogramado para el 3 de agosto de 2019, en UFC on ESPN 5. A su vez, por problemas de visa de Oezdemir para entrar a Estados Unidos, la pelea fue trasladada UFC Fight Night 156. He won the fight via knockout in the second round. Esta victoria lo hizo merecedor de su primer premio de Actuación de la Noche.
Oezdemir enfrentó a Aleksandar Rakić el 21 de diciembre de 2019, en UFC Fight Night 165. Ganó la pelea por decisión dividida.

#### 2021
Oezdemir estaba programado para enfrentar a Magomed Ankalaev el 4 de septiembre de 2021, en UFC Fight Night: Brunson vs. Till. Sin embargo, el combate fue reprogramado para UFC 267 en Abu Dhabi el 30 de octubre. Perdió el combate por decisión unánime.

#### 2022
Oezdemir enfrentó a Paul Craig el 23 de julio de 2022, en UFC Fight Night 208. Ganó la pelea por decisión unánime.
Luego, la pelea con Nikita Krylov se volvió a programar para el 22 de octubre de 2022, en UFC 280. Perdió la pelea por decisión unánime.

#### 2023
Oezdemir estaba programado para enfrentar a Azamat Murzakanov en UFC Fight Night 226 el 2 de septiembre de 2023. Sin embargo, Murzakanov se retiró a principios de agosto por razones desconocidas y fue reemplazado por el recién llegado promocional Bogdan Guskov. Ganó la pelea mediante una sumisión en el primer asalto.

#### 2024
Oezdemir enfrentó a Johnny Walker el 22 de junio de 2024, en UFC on ABC 6. Ganó la pelea por KO en el primer asalto. Esta pelea lo hizo merecedor de su tercer premio a la Actuación de la Noche.

## Campeonatos y logros
- Ultimate Fighting Championship
  - Actuación de la Noche (Tres veces) vs. Jimi Manuwa, Ilir Latifi y Johnny Walker[5][14][29]
  - Debutante del Año 2017[30]
- World Kickboxing Network
  - Ganador del Torneo de Valhalla: Battle of the Vikings
- MMA Mania.com
  - Peleador del Año 2017 de UFC/MMA – #5 del Top 5[31]
- Sherdog
  - Peleador Revelación del Año 2017[32]
- MMAjunkie.com
  - Peleador Revelación del Año 2017[33]
- Bloody Elbow
  - Debutante del Año 2017[34]
- MMA Sucka
  - Mejor Estrella Revelación de UFC de 2017[35]

## Récord en artes marciales mixtas
| Récord profesional | Récord profesional | Récord profesional |
| 27 peleas          | 20 victorias       | 7 derrotas         |
| ------------------ | ------------------ | ------------------ |
| Nocaut             | 13                 | 2                  |
| Sumisión           | 2                  | 2                  |
| Decisión           | 5                  | 3                  |

| Resultado | Récord | Oponente               | Método                      | Evento                                       | Fecha                    | Ronda | Tiempo | Localización             | Notas                                        |
| --------- | ------ | ---------------------- | --------------------------- | -------------------------------------------- | ------------------------ | ----- | ------ | ------------------------ | -------------------------------------------- |
| Derrota   | 20–8   | Carlos Ulberg          | Decisión (unánime)          | UFC Fight Night: Yan vs Figueiredo           | 23 de noviembre de 2024  | 3     | 5:00   | Macau                    |                                              |
| Victoria  | 20–7   | Johnny Walker          | KO (golpes)                 | UFC on ABC: Whittaker vs. Aliskerov          | 22 de junio de 2024      | 1     | 2:28   | Riad                     | Actuación de la Noche.                       |
| Victoria  | 19–7   | Bogdan Guskov          | Sumisión (rear-naked choke) | UFC Fight Night: Gane vs. Spivak             | 2 de septiembre de 2023  | 1     | 3:46   | París                    |                                              |
| Derrota   | 18–7   | Nikita Krylov          | Decisión (unánime)          | UFC 280                                      | 22 de octubre de 2022    | 3     | 5:00   | Abu Dhabi                |                                              |
| Victoria  | 18–6   | Paul Craig             | Decisión (unánime)          | UFC Fight Night: Blaydes vs. Aspinall        | 23 de julio de 2022      | 3     | 5:00   | Londres                  |                                              |
| Derrota   | 17-6   | Magomed Ankalaev       | Decisión (unánime)          | UFC 267                                      | 30 de octubre de 2021    | 3     | 5:00   | Abu Dhabi                |                                              |
| Derrota   | 17–5   | Jiří Procházka         | KO (golpe)                  | UFC 251                                      | 11 de julio de 2020      | 2     | 0:49   | Abu Dabi                 |                                              |
| Victoria  | 17–4   | Aleksandar Rakić       | Decisión (dividida)         | UFC Fight Night: Edgar vs. The Korean Zombie | 21 de diciembre de 2019  | 3     | 5:00   | Busan                    |                                              |
| Victoria  | 16–4   | Ilir Latifi            | KO (golpes)                 | UFC Fight Night: Shevchenko vs. Carmouche 2  | 10 de agosto de 2019     | 2     | 4:31   | Montevideo               | Actuación de la Noche.                       |
| Derrota   | 15–4   | Dominick Reyes         | Decisión (dividida)         | UFC Fight Night: Till vs. Masvidal           | 16 de marzo de 2019      | 3     | 5:00   | Londres                  |                                              |
| Derrota   | 15–3   | Anthony Smith          | Sumisión (rear-naked choke) | UFC Fight Night: Volkan vs. Smith            | 27 de octubre de 2018    | 3     | 4:26   | Moncton, Nuevo Brunswick |                                              |
| Derrota   | 15–2   | Daniel Cormier         | TKO (golpes)                | UFC 220                                      | 20 de enero de 2018      | 2     | 2:00   | Boston, Massachusetts    | Por el Campeonato de Peso Semipesado de UFC. |
| Victoria  | 15–1   | Jimi Manuwa            | KO (golpes)                 | UFC 214                                      | 29 de julio de 2017      | 1     | 0:42   | Anaheim, California      | Actuación de la noche.                       |
| Victoria  | 14–1   | Misha Cirkunov         | KO (golpe)                  | UFC Fight Night: Gustafsson vs. Teixeira     | 28 de mayo de 2017       | 1     | 0:28   | Estocolmo                |                                              |
| Victoria  | 13–1   | Ovince Saint Preux     | Decisión (dividida)         | UFC Fight Night: Bermudez vs. Korean Zombie  | 4 de febrero de 2017     | 3     | 5:00   | Houston, Texas           |                                              |
| Victoria  | 12–1   | Alihan Vahaev          | Decisión (unánime)          | WFCA 17: Grand Prix Akhmat                   | 9 de abril de 2016       | 3     | 5:00   | Grozny                   |                                              |
| Victoria  | 11–1   | Paco Estevez           | TKO (golpes)                | SHC 10: Carvalho vs. Belo                    | 20 de septiembre de 2014 | 1     | N/A    | Geneva                   |                                              |
| Derrota   | 10–1   | Kelly Anundson         | Sumisión (neck crank)       | Bellator 115                                 | 4 de abril de 2014       | 2     | 3:19   | Reno, Nevada             |                                              |
| Victoria  | 10–0   | Josh Lanier            | TKO (golpes y codos)        | Bellator 105                                 | 25 de octubre de 2013    | 1     | 3:13   | Rio Rancho, Nuevo México |                                              |
| Victoria  | 9–0    | David Round            | TKO (golpes)                | WKN Valhalla: Battle of the Vikings          | 9 de marzo de 2013       | 1     | N/A    | Aarhus                   |                                              |
| Victoria  | 8–0    | Angelier Benjamin      | KO (golpes)                 | WKN Valhalla: Battle of the Vikings          | 9 de marzo de 2013       | 0     | 0:45   | Aarhus                   |                                              |
| Victoria  | 7–0    | Benyaich Mohamed       | TKO (golpes)                | WKN Valhalla: Battle of the Vikings          | 9 de marzo de 2013       | 1     | 0:15   | Aarhus                   |                                              |
| Victoria  | 6–0    | Mohamed Amidi          | TKO (golpes)                | SHC 6: Belo vs. Rodriguez                    | 6 de octubre de 2012     | 1     | 1:59   | Geneva                   |                                              |
| Victoria  | 5–0    | Bruno Farias Grancheux | TKO (golpes)                | Lions Fighting Championship 4                | 15 de septiembre de 2012 | 1     | 1:54   | Itabuna                  |                                              |
| Victoria  | 4–0    | Ronilson Santos        | TKO (retiro)                | Lions Fighting Championship 3                | 12 de mayo de 2012       | 1     | 1:49   | Itabuna                  |                                              |
| Victoria  | 3–0    | Mamadou Cisse          | Sumisión (kimura)           | 100% Fight 10: Supreme League Block C        | 7 de abril de 2012       | 1     | 3:43   | París                    |                                              |
| Victoria  | 2–0    | Boubacar Baldé         | Decisión (unánime)          | Lions Fighting Championship                  | 15 de octubre de 2011    | 3     | 5:00   | Neuchatel                |                                              |
| Victoria  | 1–0    | Martin Vath            | TKO (golpes)                | Shooto: Switzerland 7                        | 4 de septiembre de 2010  | 1     | 0:56   | Zürich                   |                                              |